# سيجموند فرانكل

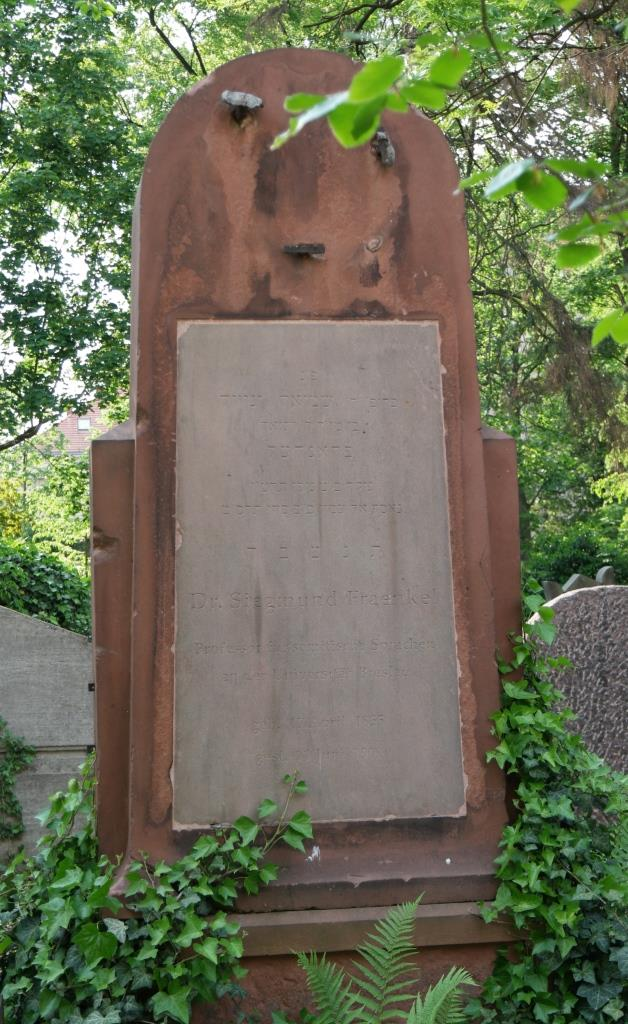
قبر سيجموند فرانكل في المقبرة اليهودية القديمة في بريسلاو

سيجموند فرانكل (7 نيسان 1855 في فرانكفورت (أودر)؛ 11 يونيو 1909 في فروتسواف) كان مستشرقًا ألمانيًّا ومتخصصًّا في الدراسات الساميات في ألمانيا.

## حياته
كان فرانكل من أصل يهودي. كان والده دانييل فرانكل (1821-1890) حاخامًا، وكانت والدته جولي ني روزنشتاين ابنة حاخام برلين. كان لدى سيجموند فرانكل أحد عشر شقيقًا، بما في ذلك: ماكس فرانكل (1856-1926)، المهندس المعماري ومدير بناء الحكومة، وجيمس فرانكل (1859-1935)، مؤسس وشريك في مصحة بيرولينوم ودار التمريض في برلين-لانكويتز، ومارتن فرانكل (1863-1928)، رجل أعمال.
درس فرانكل علم اللغة السامية في جامعات برلين ولايبزيج وستراسبورغ من عام 1873 إلى عام 1877. بعد حصوله على الدكتوراه في عام 1877، درس المخطوطات في لايدن وحصل على تأهيله في جامعة بريسلاو في عام 1880، حيث أصبح في البداية محاضرًا خاصًا، ثم أستاذًا استثنائيًا في عام 1886 وأستاذًا كاملًا في عام 1893 في علم اللغة السامية.
من أهم أعمال فرينكل كتاب "الكلمات الأجنبية الآرامية بالعربية" (1886). وفيه يصف الكلمات الآرامية المستعارة مرتبة حسب مجموعات موضوعية، ولكل منها مقدمة ثقافية تاريخية. وبعيدًا عن الموضوع الفعلي، يحتوي الكتاب على العديد من الأمثلة غير المعترف بها سابقًا للكلمات الإيرانية المستعارة باللغة العربية والاقتراضات اليونانية باللغة الآرامية. وقد استلهم العمل ورافقه بشكل مكثف أثناء كتابته معلمه ثيودور نولدكه ، الذي أهداه الكتاب إليه.
كتب فرينكل أيضًا 126 مساهمة في موسوعات بولي.

## الأدب
- Johann W. Fück (1961), "Fraenkel, Siegmund", Neue Deutsche Biographie (NDB) (بالألمانية), Berlin: Duncker & Humblot, vol. 5, pp. 312–313{{استشهاد}}:  صيانة الاستشهاد: postscript (link) صيانة الاستشهاد: ref duplicates default (link)

 (full text online)

## روابط خارجية
- [https://portal.dnb.de/opac.htm?method=simpleSearch&query=116691832

```
نصوص عن سيجموند فرانكل] في فهرس 
مكتبة ألمانيا الوطنية
 
```

## ملحوظات
1. ↑  مذكور في: ملف استنادي متكامل. مُعرِّف الملف الاستنادي المُتكامِل (GND): 116691832. الوصول: 29 يونيو 2024. لغة العمل أو لغة الاسم: الألمانية. المُؤَلِّف: مكتبة ألمانيا الوطنية.
2. 1 2  مذكور في: ملف استنادي متكامل. الوصول: 10 مايو 2014. لغة العمل أو لغة الاسم: الألمانية. المُؤَلِّف: مكتبة ألمانيا الوطنية.
3. ↑  مذكور في: ملف استنادي متكامل. الوصول: 20 ديسمبر 2014. لغة العمل أو لغة الاسم: الألمانية. المُؤَلِّف: مكتبة ألمانيا الوطنية.
4. ↑  مذكور في: ملف استنادي متكامل. الوصول: 30 ديسمبر 2014. لغة العمل أو لغة الاسم: الألمانية. المُؤَلِّف: مكتبة ألمانيا الوطنية.
5. 1 2  مذكور في: ملف استنادي متكامل. الوصول: 12 مارس 2015. لغة العمل أو لغة الاسم: الألمانية. المُؤَلِّف: مكتبة ألمانيا الوطنية.
6. ↑  مذكور في: قاعدة بيانات الضبط الوطنية التشيكية. مُعرِّف الضَّبط الاستناديِّ في قاعدة البيانات الوطنية التشيكية (NLCR AUT): zmp2017972897. الوصول: 7 نوفمبر 2022.
7. ↑  Vgl. Register aller Artikel von Siegmund Fraenkel im RE-Digitalisierungsprojekt auf ويكي مصدر.